# 華萊士 (北卡羅萊納州)
華萊士（英語：Wallace）是一個位於美國北卡羅萊納州杜普林縣、彭德縣的城鎮。

## 人口
根據2020年美國人口普查的數據，華萊士的面積為8.27平方千米，皆為陸地。當地共有人口3413人，而人口密度為每平方千米413人。